# 81-я пушечная артиллерийская бригада
81-я пушечная артиллерийская Таллинская Краснознамённая, ордена Суворова бригада — тактическое соединение Рабоче-крестьянской Красной армии. Принимала участие в Великой Отечественной войне.

## История

### В Великую Отечественную войну
81-я пушечная артиллерийская бригада созданна в 1943 году на базе 311-го артиллерийского Краснознамённого и 1115-го артиллерийского полков с 15 июня 1944 года в состав бригады введён 820-й отдельный разведывательный артиллерийский дивизион.
81-я пушечная артиллерийская бригада принимала участие в Великой Отечественной войне в составе Ленинградского и 2-го Белорусского фронтов. За участие в войне получила ордена Суворова и Красного Знамени. За освобождение г. Таллина в ходе Таллинской операции в 1944 году бригаде дали официальное почётное наименование «Таллинская».

### После войны
После окончания Великой Отечественной 81-я бригада передислоцировалась в Ленинакан. Там её переформировали в пушечный полк. В 1992 году полк перевели в Урюпинск и вновь развернули в 81-ю артиллерийскую бригаду.
В Первую чеченскую войну в составе 8-го гвардейского армейского корпуса (командующий — Лев Рохлин) бригада сражалась с 11 декабря 1994 года по 17 февраля 1995 года. 143 офицера и прапорщика были награждены орденами и медалями. В 1997 году 81-ю бригаду перевели из Урюпинска в Славянск-на-Кубани и переформировали в 227-ю артиллерийскую бригаду. 227-я бригада также участвовала во Второй чеченской войне.
В 2009 году 227-я бригада расформирована в ходе реформы Вооружённых сил и преобразована в базу хранения и ремонта военной техники.

## Командование бригады
Командиры
- 14.1.1943 — 1.6.1945 Гнидин, Василий Сергеевич полковник[2], генерал-майор[3]

Начальники штаба
- 1943—1944 Лысак, Григорий Яковлевич подполковник, генерал-лейтенант артиллерии[4]